# مهمت هارمانجی
مهمت هارمانجی (متولد ۳ فوریه۱۹۷۷) شهردار فعلی شهرداری نیکوزیای شمالی، دولت محلی نیکوزیای شمالی پایتخت قبرس شمالی است. او در نیکوزیا به دنیا آمد.

## زندگینامه
مهمت هارمانجی در رشته روابط بین‌الملل در دانشگاه مدیترانه شرقی تحصیل کرد و مدرک کارشناسی ارشد خود را در اتحادیه اروپا در دانشگاه جان مورز لیورپول به پایان رساند. او زندگی سیاسی خود را در شاخه جوانان حزب آزادی کمونال آغاز کرد و پس از ادغام آن با BDH، در حزب دموکراسی کمونال ادامه داد. او بین سال‌های ۲۰۰۵ تا ۲۰۰۸ به‌عنوان مدیر در یک آژانس گردشگری کار کرد. از ژوئن تا سپتامبر ۲۰۱۳، به عنوان وزیر گردشگری، محیط‌زیست و فرهنگ در کابینه انتقالی به ریاست سیبل سیبر خدمت کرد. در انتخابات محلی ۲۰۱۴، او ۳۸٫۶ درصد آرا را به دست آورد و به عنوان شهردار نیکوزیای شمالی انتخاب شد.

## زندگی سیاسی
مهمت هارمانجی زندگی سیاسی خود را در حزب آزادی سوسیالیسم آغاز کرد. او به عنوان رئیس حزب آزادی سوسیالیسم و کمیته جوانان جنبش صلح و دموکراسی خدمت کرد.
او وظایف مدیریتی در سازمان‌های غیردولتی و سازمان‌های بین‌المللی را بر عهده گرفت.  به عنوان مدیر و هماهنگ کننده در مطالعات امکان سنجی و پروژه های بسته کمکی ارائه شده به قبرس شمالی توسط اتحادیه اروپا کار کرد.
او به عنوان مدیر کل یک شرکت اپراتور تور خصوصی که در قبرس شمالی بین سال‌های ۲۰۰۵تا ۲۰۰۸فعالیت می‌کرد، کار کرد.
او با دعوت در برنامه رهبران جوان اروپایی که در سال 2008 در ایالات متحده برگزار شد، شرکت کرد. او پروژه Engage دو جمعی را در مرکز مدیریت هدایت کرد .
او بین 13 ژوئن تا 30 اوت ۲۰۱۳ به عنوان وزیر گردشگری، محیط زیست و فرهنگ قبرس شمالی خدمت کرد.
مهمت هارمانجی، که به عنوان رئیس منطقه نیکوزیا و معاون دبیر کل حزب دموکراسی کمونیستی خدمت می کرد، در چهارمین کنگره عادی حزب به عضویت مجمع حزب انتخاب شد و سپس به سمت دبیرکلی انتخاب شد.
مهمت هارمانجی که در انتخابات محلی 24 ژوئن 2014 به عنوان شهردار شهرداری نیکوزیای شمالی انتخاب شد، از 30 ژوئن 2014 رئیس شهرداری نیکوزیا شمالی بوده است. در انتخابات محلی که در 24 ژوئن 2018 برگزار شد، شهردار هارمانجی با کسب 52.84 درصد از آرای مردم نیکوزیا، مجدداً به عنوان رئیس شهرداری نیکوزیا شمالی انتخاب شد. در انتخابات محلی که در دسامبر 2022 برگزار شد، وی با کسب 49.44 درصد آرا برای سومین بار به عنوان شهردار شهرداری نیکوزیا شمالی انتخاب شد.